# Ökoskopie
Ökoskopie (altgriechisch οἶκος oíkos „Haus“, σκοπείν skopeín „spähen“), auch ökoskopische Marktforschung, ist eine wissenschaftliche Methode in der Marktforschung, die mit Hilfe empirischer Verfahren objektive Tatsachenbefunde (Marktparameter bzw. -daten wie z. B. Käuferstruktur, Anbieterstruktur, Preise, Preisentwicklungen, Produktqualitäten und -mengen) ermittelt. Sie stellt das Gegenstück zur Demoskopie oder demoskopischen Marktforschung dar, die mit Hilfe empirischer Befragungen von Probanden subjektive Befunde (Meinungen, Einstellungen, Erwartungen, Motive usw.) ermittelt.
Die Ökoskopie unterscheidet zwischen sozioökonomischen und ökonomischen Daten. Unter ökonomischen Daten versteht man bspw. Umsatz, Absatz, Marktanteil; wohingegen sozioökonomische Daten vor allem äußere Merkmale von Marktteilnehmern wie Alter, Region und Einkommen erfassen.

## Probleme der Ökoskopie
Im Gegensatz zur demoskopischen Marktforschung bestehen bei der ökoskopischen Marktforschung die allgemeinen Probleme  empirischer Sozialforschung (Validität, Reliabilität etc.) nicht. Probleme entstehen erst dann, wenn Daten mittels statistischer Methoden veredelt werden (Interpolation, Extrapolation etc.).

## Anbieter ökoskopischer Daten
Neben öffentlichen Anbietern von ökoskopischen Daten finden sich mittlerweile einige private Anbieter. Diese erfüllen in der Regel zwei Funktionen: Zum einen bieten sie umfassende Marktdaten, welche ansonsten bei den unterschiedlichsten Stellen zusammengesucht werden müssten, aus einer Hand. Zum anderen bieten sie die Daten in veredelter Form (Prognosen, disaggregierte Daten etc.) an. Einige Anbieter verknüpfen die Daten zudem bereits mit geografischen Informationen (vgl. Geomarketing).
Anbieter in der Schweiz
öffentliche 
- Bundesamt für Statistik (BFS)
- Konjunkturforschungsstelle der ETH Zürich (KOF)
- Schweizerische Zentrale für Handelsförderung

private
- BAK Basel Economics

Anbieter in Deutschland
öffentliche
- Statistisches Bundesamt
- Statistische Amt der Europäischen Union (Eurostat)

private
- GfK GeoMarketing

## Anwendungsbereiche
Ökoskopische Daten werden in der Praxis in den folgenden exemplarischen Anwendungsfeldern eingesetzt:
- Erstellung von Marktprognosen
- Berechnung von Marktpotenzialen für neue oder bestehende Produkte
- Optimierung von Filial- und Vertriebsnetzen